# Teufelskerle
Teufelskerle ist ein US-amerikanisches Filmdrama von Regisseur Norman Taurog aus dem Jahr 1938. Spencer Tracy verkörpert den Priester Edward J. Flanagan, der eine Heimstatt für obdachlose Jungen im US-Bundesstaat Nebraska gründete. Mickey Rooney spielt einen Jugendlichen, der eine erstaunliche Wandlung durchmacht.

## Handlung
Der Priester Edward Flanagan eröffnet 1917 in Omaha ein Heim für verwahrloste Jungen. Er hatte beobachtet, dass die Wege vieler Straßenjungen schnurstracks in die Kriminalität führen und die staatlichen Institutionen keine Lösungen für das Problem finden. Flanagans Arbeit steht von Beginn an ständig vor dem finanziellen Aus und in der Kritik der Öffentlichkeit. Trotzdem schafft er es mithilfe seines Geschäftspartners Dave Morris, nach einem ursprünglich kleinen Heim für die Jungen unweit von Omaha eine ganze Boys Town mit über 200 Plätzen für Kinder und Jugendliche zu errichten.
Der Priester ist jedoch der Meinung, dass niemand schlecht geboren, sondern von den gesellschaftlichen Umständen auf die schiefe Bahn geführt werde. Die Jungenstadt führt er mit liebevoller, eiserner Hand und führt die Jungen zur Selbstverwaltung und Selbstverantwortung. Regelmäßig wählen die Jungen einen „Bürgermeister“, der sich um ihre Belange kümmert. In diese Traumwelt für elternlose Jungen kommt der junge Whitey Marsh. Whitey wird von seinem Bruder, dem Gangster Joe Marsh, gezwungen, in die Jungenstadt zu gehen. Joe muss ins Gefängnis und er möchte verhindern, dass sein kleiner Bruder einen ähnlichen Lebensweg wie er einschlägt. Widerwillig zieht Whitey nach Boys Town, fällt durch sein Verhalten aber zwischen den anderen Jungen der Stadt auf. Er ist arrogant und überheblich, die anderen Jungen hält er für verweichlicht und dumm. So wird er schnell zum Außenseiter. Einzig der kleine Pee Wee hält zu ihm.
Als wieder eine Bürgermeisterwahl ansteht, tritt Whitey Marsh gegen den amtierenden Bürgermeister Freddie zur Wahl an. Whitey baut eine Wahlkampftruppe auf, die sich an professionelle Wahlkämpfe anlehnt und mit Pomp und viel Lärm leere Versprechungen macht. Der dritte Kandidat ist der schüchterne und leicht gehbehinderte Tony Ponessa. Tony wünscht sich nichts mehr als den Erhalt der Stadt und hat im Gegensatz zu seinen Mitkonkurrenten deren Allgemeinwohl im Blick. Tony gewinnt die Wahl. Der Streit zwischen Whitey und dem alten Bürgermeister Freddie eskaliert jedoch. Letztendlich soll ein Boxkampf gegen Whitey den Streit schlichten und Whitey unterliegt. Nach dieser doppelten Niederlage fühlt sich Whitey blamiert und will die Stadt verlassen. Pee Wee möchte ihn davon abhalten und folgt ihm bis zur Straße, wird aber von einem Auto angefahren und schwer verletzt.
Whitey ist betrübt und fühlt sich schuldig an dem Unfall, er verlässt Boys Town. Stundenlang wandert er ziellos durch die Straßen von Omaha und gerät zufällig in einen Banküberfall der Bande seines Bruders Joe, der inzwischen aus dem Gefängnis ausgebrochen ist. Whitey wird versehentlich von seinem Bruder angeschossen. Joe verständigt anonym Father Flanagan, der den verletzten Whitey in einer Kirche abholen und zurück in die Jungenstadt bringen kann. Die Autoritäten verdächtigen nun aber Whitey einer Beteiligung an dem Überfall. Whitey schweigt sich gegenüber Flanagan und der Polizei über die Wahrheit aus, da er seinem Bruder versprochen hatte, ihn nicht zu verraten.
Die Verwicklung Whiteys als Mitglied von Boys Town in einen gewalttätigen Banküberfall bringt die Jungenstadt in der Öffentlichkeit wieder in Misskredit. Das gesamte Projekt Boys Town steht auf dem Spiel. Als Whitey diese möglichen Konsequenzen erkennt, sucht er Joe in dessen Versteck auf. Joe entbindet ihn von seinem Versprechen, doch dessen Komplizen sind anderer Meinung. Einige der Jungen aus Boys Town haben unterdessen Whitey verfolgt und das Versteck der Bande entdeckt. Gemeinsam mit Flanagan dringen sie in das Versteck ein und können die Verbrecher festsetzen. Boys Town ist gerettet, Whitey hat mit seinem Verhalten den Respekt endlich seiner Kameraden gewonnen.

## Hintergrund
Der Film ist gelegentlich mit Young America verglichen worden, einem Fox-Film aus dem Jahre 1932, in dem Spencer Tracy einen Apotheker spielt, in dessen Drugstore ein jugendlicher Rowdy einbricht. Überraschend stellt der sich bald jedoch auf die Seite des straffälligen Jungen, weil solche Jugendlichen durch die Einweisung in Erziehungsanstalten erst recht zu Kriminellen ausgebildet würden.
Edward Joseph Flanagan (1886–1948) war ein katholischer Geistlicher. Er ist der Gründer der vermutlich bekanntesten US-amerikanischen Jugendhilfeeinrichtung, die ursprünglich unter dem Namen Boys Town („Jungenstadt“), in der Nähe der Stadt Omaha in Nebraska gegründet wurde. Spencer Tracy, der Pater Flanagan persönlich kannte, hatte in Bezug auf diese Rolle ernste Bedenken. Er selbst äußerte sich dazu mit den Worten: „Ich kannte Pater Flanagan persönlich, und deshalb hatte ich das Gefühl, dass niemand seine Wärme, seine Inspiration und sein menschliches Gefühl auf der Leinwand darstellen könnte. Aber nach der ersten Woche hatte ich mich derartig mit dieser Rolle identifiziert, dass ich aufhören konnte, mir noch länger Sorgen zu machen.“
Spencer Tracy gab seinen Oscar für diese Rolle an Pater Flanagan weiter. Dafür wurde die Statue mit einer zusätzlichen Inschrift versehen: „Für Pater Edward J. Flanagan, dessen große menschliche Qualitäten, freundliche Schlichtheit und sein Mut groß genug waren, um durch meine bescheidenen Bemühungen hindurchzuschimmern.“

## Kritik
„Eine gefühlsträchtige, aber packend erzählte Geschichte aus der 1917 bei Omaha in Nebraska von Pater Flanagan S. J. gegründeten ‚Jungenstadt‘, die zunächst vier Jungen beherbergt, schließlich aber auf 200 Bewohner anwächst. Der Film fesselt durch lebendige Darstellung, erfrischenden Humor und seine vorbildhafte demokratische Gesinnung.“

## Auszeichnungen
Die Drehbuchautoren Griffin und Schary erhielten für ihr Drehbuch 1939 einen Oscar. Spencer Tracy erhielt ein Jahr nach seinem ersten Oscar für den Film Manuel seinen zweiten Oscar für die Darstellung von Father Flanagan. Damit wurde Tracy der erste Schauspieler, dem der begehrte Filmpreis zwei Jahre hintereinander verliehen wurde. Der Film war außerdem als Bester Film für den Oscar nominiert und Norman Taurog war für die Beste Regie nominiert. Mickey Rooney erhielt einen Spezial-Oscar für seine einzigartigen Beiträge zur Leinwand als jugendlicher Spieler.

## Fortsetzung
Anfang 1941 entstand unter demselben Regisseur und wieder mit Spencer Tracy und Mickey Rooney in den Hauptrollen eine Fortsetzung, Men of Boys Town (deutscher Titel: Das sind Kerle), die jedoch nur einen schwachen Abglanz des ersten Films lieferte und weder bei den Kritikern noch beim Publikum den erwünschten Erfolg verzeichnen konnte.